# Parapseudoleptomesochra polychaeta
Parapseudoleptomesochra polychaeta är en kräftdjursart som först beskrevs av Noodt 1952.  Parapseudoleptomesochra polychaeta ingår i släktet Parapseudoleptomesochra och familjen Ameiridae. Arten har ej påträffats i Sverige. Inga underarter finns listade i Catalogue of Life.